# Argeș
45°21′53″N 24°37′49″Ø / 45.3647°N 24.6304°Ø
Argeș (udtale: [ˈardʒeʃ] er en flod i det sydlige Rumænien, en venstre biflod til Donau. Den er 350 km lang, og dens afvandingsområde er 12.550 km2. Dens udspring er i Făgăraș-bjergene, i de sydlige Karpater, og den løber ud i Donau ved Oltenița. Dens gennemsnitlige middelvandføring ved udmundingen er 71 m3/sek.
Hovedbyen på Argeș er Pitești. Opstrøms tilbageholdes den af Vidraru-dæmningen, som har skabt Vidraru-søen. Dens øvre løb, opstrøms for Vidrarusøen, kaldes også Capra.

## Navn
Floden menes at være den samme som Ὀρδησσός Ordessus, et navn nævnt af oldgræsk historiker Herodotus. Etymologien af Argeș er ikke klar. Traditionelt blev det anset for, at det stammer fra det gamle navn gennem et rekonstrueret udtryk, * Argessis. Hovedstaden for den daciske leder Burebista hed Argedava, men det ser ud til, at den ikke har nogen forbindelse med navnet på floden.

## Vandkraft
Argeș-floden og nogle af dens bifloder bruges til vandkraft. Vandkraftsystemet består af flere dæmninger, søer, tunneller og kraftværker. Søerne bygget ved Argeș-floden er: Vidraru, Oiești, Cerbureni, Curtea de Argeș, Zigoneni, Merișani, Budeasa, Bascov, Pitești, Călinești (eller Golești), Zăvoiu (nær Mătăsaru), Ogreși.  Der er også dæmninger på dens bifloder.

## Bifloder
Følgende floder er bifloder til floden Argeș (fra kilden til mundingen):
- Venstre bifloder: Braia, Mândra, Buda, Valea cu Pești, Valea Lupului, Berindești, Valea Iașului, Sasu, Vâlsan, Râul Doamnei, Vrănești, Râncăciov, Cârcinov, Bud
- Højre bifloder: Paltinul, Lespezi, Modrugaz, Cumpăna, Valea lui Stan, Arefu, Bănești (Cicănești), Valea Danului, Tutana, Schiau, Bascov og Neajlov .